# تپه سمبور (یل سوئی)
تپه سمبور (یل سوئی) مربوط به دوران‌های تاریخی پس از اسلام است و در شهرستان گرمی، بخش انگوت، روستای یل سوئی واقع شده و این اثر در تاریخ ۷ مهر ۱۳۸۱ با شمارهٔ ثبت ۶۳۸۹ به‌عنوان یکی از آثار ملی ایران به ثبت رسیده است.